# Istiblennius pox
Istiblennius pox là một loài cá biển thuộc chi Istiblennius trong họ Cá mào gà. Loài cá này được mô tả lần đầu tiên vào năm 1994.

## Từ nguyên
Từ định danh pox trong tiếng Anh có nghĩa là "bệnh phát ban có mủ có thể để lại sẹo", hàm ý đề cập đến các đốm của loài này giống như các vết nổi ban.

## Phân bố và môi trường sống
I. pox có phân bố giới hạn ở Tây Bắc Ấn Độ Dương, từ phía nam Biển Đỏ trải dài về phía đông đến Pakistan, ngược lên phía bắc đến vịnh Ba Tư.
I. pox sống tập trung ở bờ biển đá và vùng nước nông trên rạn san hô viền bờ, độ sâu đến 3 m.

## Mô tả
Chiều dài cơ thể lớn nhất được ghi nhận ở I. pox là 13 cm. Đầu và thân màu xám sẫm, có đến 9 vạch nâu đen ở hai bên thân (từ gốc vây ngực đến cuống đuôi), thường chia thành các vạch không đều trên cuống đuôi. Có một đốm trắng nhỏ trên mõm, phía trước mỗi lỗ mũi. Cá đực trưởng thành có mào thịt phát triển ở gáy, cá cái thì không có nhưng một số cá thể lớn có sống lưng thấp.
Số gai vây lưng: 12–14; Số tia vây lưng: 21–23; Số gai vây hậu môn: 2; Số tia vây hậu môn: 22–25; Số tia vây ngực: 13–15; Số gai vây bụng: 1; Số tia vây bụng: 3.

## Sinh thái
Trứng của I. pox có chất kết dính, được gắn vào chất nền thông qua một tấm đế dính dạng sợi. Cá bột là dạng phiêu sinh vật, thường được tìm thấy ở vùng nước nông gần bờ.